# Alan Johnstone
Alan Vanden-Bempde-Johnstone (31 agosto 1858 – 31 luglio 1932) è stato un diplomatico inglese.

## Biografia
Era il figlio di Harcourt Vanden-Bempde-Johnstone, I barone Derwent, e di sua moglie, Charlotte Mills.

## Carriera
Entrò nel servizio diplomatico nel 1879. Divenne segretario della legazione a Copenaghen nel 1895, e si trasferì in Germania come segretario della legazione a Darmstadt e a Karlsruhe nel 1900. Nel mese di aprile 1902 ha rappresentato Edoardo VII durante il giubileo d'oro di Federico I, Granduca di Baden. L'anno successivo è stato nominato Segretario presso l'Ambasciata di Vienna. Nel 1905 divenne ambasciatore in Danimarca, carica che mantenne fino al 1910. Tra il 1910 e il 1917 è stato inviato straordinario e ministro Plenipotentario nei Paesi Bassi.

## Matrimonio
Sposò, il 21 dicembre 1892, Antoinette Pinchot (?-1 luglio 1934), figlia di J. W.Pinchot. Ebbero un figlio:
- Harcourt Vanden-Bempde-Johnstone (19 maggio 1895-1 marzo 1945)

## Morte
Morì il 31 luglio 1932.

## Ascendenza
|                                                    |               |                                   | Genitori                                        |  |  | Nonni |  |  | Bisnonni                                     |  |  | Trisnonni      |  |
|                                                    |               |                                   |                                                 |  |  |       |  |  | Richard Vanden-Bempde-Johnstone, I baronetto |  |  | John Johnstone |  |
|                                                    |               |                                   |                                                 |  |  |       |  |  | Richard Vanden-Bempde-Johnstone, I baronetto |  |  | John Johnstone |  |
|                                                    |               | Charlotte van Lore van den Bempdé |                                                 |  |  |       |  |  | Richard Vanden-Bempde-Johnstone, I baronetto |  |  |                |  |
| John Vanden-Bempde-Johnstone, II baronetto         |               |                                   |                                                 |  |  |       |  |  | Richard Vanden-Bempde-Johnstone, I baronetto |  |  |                |  |
|                                                    |               | Margaret Scott                    | John Scott                                      |  |  |       |  |  |                                              |  |  |                |  |
|                                                    |               | Margaret Scott                    | John Scott                                      |  |  |       |  |  |                                              |  |  |                |  |
|                                                    |               | Margaret Scott                    | …                                               |  |  |       |  |  |                                              |  |  |                |  |
| Harcourt Vanden-Bempde-Johnstone, I barone Derwent |               | Margaret Scott                    |                                                 |  |  |       |  |  |                                              |  |  |                |  |
|                                                    |               | Edward Venables-Vernon-Harcourt   | George Venables-Vernon, I barone Vernon         |  |  |       |  |  |                                              |  |  |                |  |
|                                                    |               | Edward Venables-Vernon-Harcourt   | George Venables-Vernon, I barone Vernon         |  |  |       |  |  |                                              |  |  |                |  |
|                                                    |               | Edward Venables-Vernon-Harcourt   | Martha Harcourt                                 |  |  |       |  |  |                                              |  |  |                |  |
| Louisa Augusta Venables-Vernon                     |               | Edward Venables-Vernon-Harcourt   |                                                 |  |  |       |  |  |                                              |  |  |                |  |
|                                                    |               | Anne Leveson-Gower                | Granville Leveson-Gower, I marchese di Stafford |  |  |       |  |  |                                              |  |  |                |  |
|                                                    |               | Anne Leveson-Gower                | Granville Leveson-Gower, I marchese di Stafford |  |  |       |  |  |                                              |  |  |                |  |
|                                                    |               | Anne Leveson-Gower                | Louisa Egerton                                  |  |  |       |  |  |                                              |  |  |                |  |
| Alan Vanden-Bempde-Johnstone                       |               | Anne Leveson-Gower                |                                                 |  |  |       |  |  |                                              |  |  |                |  |
|                                                    | William Mills | John Mills                        |                                                 |  |  |       |  |  |                                              |  |  |                |  |
|                                                    | William Mills | John Mills                        |                                                 |  |  |       |  |  |                                              |  |  |                |  |
|                                                    | William Mills | Sarah Wheler                      |                                                 |  |  |       |  |  |                                              |  |  |                |  |
| Charles Mills, I baronetto                         | William Mills |                                   |                                                 |  |  |       |  |  |                                              |  |  |                |  |
|                                                    |               | Elizabeth Digby                   | Wriothesly Digby                                |  |  |       |  |  |                                              |  |  |                |  |
|                                                    |               | Elizabeth Digby                   | Wriothesly Digby                                |  |  |       |  |  |                                              |  |  |                |  |
|                                                    |               | Elizabeth Digby                   | Mary Cotes                                      |  |  |       |  |  |                                              |  |  |                |  |
| Charlotte Mills                                    |               | Elizabeth Digby                   |                                                 |  |  |       |  |  |                                              |  |  |                |  |
|                                                    |               | Richard Henry Cox                 | Richard Bethel Cox                              |  |  |       |  |  |                                              |  |  |                |  |
|                                                    |               | Richard Henry Cox                 | Richard Bethel Cox                              |  |  |       |  |  |                                              |  |  |                |  |
|                                                    |               | Richard Henry Cox                 | Jane Diana Drummond                             |  |  |       |  |  |                                              |  |  |                |  |
| Emily Cox                                          |               | Richard Henry Cox                 |                                                 |  |  |       |  |  |                                              |  |  |                |  |
|                                                    |               | Charlotte Fitzhugh                | Thomas FitzHugh                                 |  |  |       |  |  |                                              |  |  |                |  |
|                                                    |               | Charlotte Fitzhugh                | Thomas FitzHugh                                 |  |  |       |  |  |                                              |  |  |                |  |
|                                                    |               | Charlotte Fitzhugh                | Mary Lloyd                                      |  |  |       |  |  |                                              |  |  |                |  |
|                                                    |               | Charlotte Fitzhugh                |                                                 |  |  |       |  |  |                                              |  |  |                |  |